# Notylia rimbachii
Notylia rimbachii är en orkidéart som beskrevs av Rudolf Schlechter. Notylia rimbachii ingår i släktet Notylia och familjen orkidéer. Inga underarter finns listade i Catalogue of Life.